# Стришево
Стришево (пол. Stryszewo) — село в Польщі, у гміні Пшиточна Мендзижецького повіту Любуського воєводства.
Населення — 68 осіб (2011).
У 1975-1998 роках село належало до Гожовського воєводства.

## Демографія
Демографічна структура станом на 31 березня 2011 року:
|          | Загалом | Допрацездатний вік | Працездатний вік | Постпрацездатний вік |
| -------- | ------- | ------------------ | ---------------- | -------------------- |
| Чоловіки | 35      | 6                  | 27               | 2                    |
| Жінки    | 33      | 9                  | 17               | 7                    |
| Разом    | 68      | 15                 | 44               | 9                    |